# Magnesiotaaffeïta-6N'3S
La magnesiotaaffeïta-6N’3S és un mineral de la classe dels òxids, que pertany al grup de la taaffeïta. Va ser anomenada com a taaffeïta en honor del comte Edward Charles Richard Taaffe, gemmòleg de Dublín (Bohèmia, Àustria-Hongria, 1898 - Dublín, Irlanda, 1967), qui va descobrir el mineral el 1945. Va ser el primer cas d’un mineral nou descobert com a gemma facetejada. El sufix va ser afegit per Armbruster et al. (2002) com a polisoma de la magnesiotaaffeïta. En el món de la gemmologia és coneguda com a musgravita.

## Característiques
La magnesiotaaffeïta-6N’3S és un òxid de fórmula química Mg₂BeAl₆O₁₂. Cristal·litza en el sistema trigonal. La seva duresa a l'escala de Mohs es troba entre 8 i 8,5.
Segons la classificació de Nickel-Strunz, la magnesiotaaffeïta-6N'3S pertany a «04.FC: Hidròxids (sense V o U), amb OH, sense H₂O; octaedres que comparetixen angles» juntament amb els següents minerals: bernalita, dzhalindita, söhngeïta, burtita, mushistonita, natanita, schoenfliesita, vismirnovita, wickmanita, jeanbandyita, mopungita, stottita, tetrawickmanita, ferronigerita-2N1S, magnesionigerita-6N6S, magnesionigerita-2N1S, ferronigerita-6N6S, zinconigerita-2N1S, zinconigerita-6N6S i magnesiotaaffeïta-2N'2S.

## Formació i jaciments
Va ser descoberta a l'Ernabella Mission, a la Serralada de Musgrave (Austràlia Meridional, Austràlia), on sol trobar-se associada a la flogopita,	la safirina	i l'espinel·la. També ha estat descrita a Madagascar, Tanzània, França, Àustria, Groenlàndia i l'Antàrtida.